# بیگ هیوج گیمز
بیگ هیوج گیمز (انگلیسی: Big Huge Games) شرکت بازی ویدئویی آمریکایی است، که در سال ۲۰۰۰ تأسیس شد.